# Objetivo de Desarrollo Sostenible 9
El Objetivo de Desarrollo Sostenible 9 (Objetivo 9 o ODS 9) trata sobre alianzas para los objetivos y es uno de los 17 Objetivos de Desarrollo Sostenible (ODS) establecidos por las Naciones Unidas en 2015. El ODS 9 tiene como objetivo construir infraestructura resiliente, promover la industrialización sostenible y fomentar la innovación.
El ODS 9 es: "Construir infraestructuras resilientes, promover la industrialización inclusiva y sostenible y fomentar la innovación». El Objetivo tiene metas que deben alcanzarse para 2030. El progreso hacia las metas se medirá mediante indicadores.
El ODS 9 tiene ocho metas y el progreso se mide mediante doce indicadores. Las primeras cinco metas son metas de resultados : desarrollar infraestructuras sostenibles, resilientes e inclusivas; promover la industrialización inclusiva y sostenible; aumentar el acceso a los servicios financieros y los mercados; modernizar todas las industrias e infraestructuras para la sostenibilidad; mejorar la investigación y modernizar las tecnologías industriales . Las tres metas restantes son metas de medios de implementación  : facilitar el desarrollo de infraestructura sostenible para los países en desarrollo; apoyar el desarrollo tecnológico nacional y la diversificación industrial; acceso universal a la tecnología de la información y las comunicaciones.

## Antecedentes
El objetivo de lograr una industrialización inclusiva y sostenible es «liberar fuerzas económicas dinámicas y competitivas que generen empleo e ingresos». Este objetivo incluye la lucha por la resiliencia (ingeniería y construcción) y la resiliencia urbana.
El ODS 9 reconoce que la capacidad de la humanidad para conectarse y comunicarse eficazmente, trasladar personas y cosas de manera eficiente y desarrollar nuevas habilidades, industrias y tecnologías es crucial para superar los numerosos desafíos económicos, sociales y ambientales interrelacionados del siglo XXI.
Para que una comunidad tenga éxito, su requisito básico es contar con una infraestructura sólida y funcional. El ODS 9 trata de promover tecnologías innovadoras y sostenibles y garantizar el acceso igualitario y universal a la información y a los mercados financieros.
El desarrollo tecnológico en infraestructura es lo que da origen a una sociedad sostenible. Se espera que esto cree prosperidad y empleos, y construya sociedades estables y prósperas en todo el mundo.  El énfasis clave está en desarrollar soluciones de infraestructura confiables y sostenibles que respalden el desarrollo económico, así como el bienestar humano, al tiempo que garantizan la asequibilidad financiera. Este objetivo apunta a garantizar que todas las sociedades del mundo posean una buena infraestructura.
Para alcanzar el ODS 9 se necesitarán recursos financieros y voluntad política importantes. Entre los principales desafíos figuran la mejora del acceso a Internet en los países en desarrollo, la falta de transporte (en particular en los países en desarrollo sin litoral) y la disparidad entre la inversión en investigación y desarrollo y el número de investigadores en los países en desarrollo en comparación con los países desarrollados.

## Organizaciones
Varias organizaciones mundiales se han comprometido a avanzar hacia el ODS 9 de diversas formas, por ejemplo:
- Organización de las Naciones Unidas para el Desarrollo Industrial
- Banco Mundial
- Organización de Aviación Civil Internacional
- Foro Internacional del Transporte,  Organización para la Cooperación y el Desarrollo Económicos
- Agencia Internacional de Energía
- Instituto de Estadística de la UNESCO
- Organización para la Cooperación y el Desarrollo Económicos
- Unión Internacional de Telecomunicaciones

## Infraestructura resiliente y sostenible
La infraestructura resiliente es fundamental para enfrentar escenarios inciertos, especialmente en casos de desastres naturales y crisis climáticas. Eventos extremos como huracanes o terremotos pueden afectar infraestructuras críticas —hospitales, sistemas de agua y telecomunicaciones—, agravando emergencias sanitarias y climáticas. Por eso, es vital que las infraestructuras puedan resistir y recuperarse rápidamente.
La inversión en infraestructura resiliente es clave para mitigar riesgos, reducir costos de reconstrucción y evitar interrupciones en los servicios esenciales. Para ello, la planificación debe integrar la resiliencia desde las etapas iniciales, considerando los riesgos climáticos y desastres naturales. Las normativas nacionales suelen exigir análisis de riesgos tempranos y estándares técnicos que evolucionen con la tecnología y las condiciones climáticas cambiantes.
Un enfoque integral es necesario para gestionar los riesgos interrelacionados y los impactos en cascada que los desastres pueden generar. La idea de "pensar en la resiliencia» promueve una planificación más adaptada a cada contexto nacional, asegurando que los sistemas de infraestructura funcionen de manera continua y fiable.
Hoy en día, una mayor parte de la población depende de sistemas de infraestructura crítica que incluyen energía, transporte, agua, saneamiento, gestión de residuos y telecomunicaciones. La fiabilidad y el funcionamiento continuo de estos sistemas son esenciales para el bienestar social y el desarrollo económico sostenible, lo que hace de su resiliencia una prioridad tanto a nivel local como global.
La Oficina de las Naciones Unidas para la Reducción del Riesgo de Desastres (UNDRR) ha desarrollado principios para guiar al sector público y privado en la creación de infraestructuras resilientes:
1. Sensibilizar y establecer una comprensión común sobre infraestructura resiliente.
2. Incorporar la resiliencia como un valor central en la planificación y ejecución de proyectos.
3. Priorizar la resiliencia de los servicios críticos en los sistemas nacionales de infraestructura.
4. Facilitar decisiones de inversión basadas en riesgos en los sectores público y privado.

Estos principios, alineados con el ODS 9 y el Marco de Sendai, promueven infraestructuras capaces de asegurar servicios esenciales ante cualquier eventualidad, contribuyendo a un desarrollo más sostenible.
En América Latina y el Caribe, algunos países ya han implementado medidas para mejorar la resiliencia. Chile actualizó sus códigos de construcción tras el terremoto de 2010, México creó el Fondo de Desastres Naturales (FONDEN) y emitió bonos catástrofe en 2009, mientras que Brasil aplicó incentivos para reducir el consumo de agua durante una sequía. Sin embargo, la región sigue enfrentando importantes desafíos en términos de cantidad y calidad de infraestructuras. La Comisión Económica para América Latina y el Caribe (CEPAL) ha destacado la brecha entre las inversiones actuales y las necesarias para alcanzar los objetivos de desarrollo.
Invertir en infraestructura resiliente no solo protege vidas, sino que también genera beneficios económicos a largo plazo, evitando interrupciones en los servicios y reduciendo los costos de reconstrucción.Según el Banco Mundial, en las próximas dos décadas se construirá más infraestructura que en los últimos dos mil años, por lo que es crucial evitar la dependencia de sistemas que generen emisiones altas y minimizar los riesgos ambientales y económicos.
El Acuerdo de París también incentiva la construcción de infraestructuras resilientes como parte de los compromisos en mitigación y adaptación al cambio climático. Además, el Marco de Sendai resalta la necesidad de garantizar la continuidad de servicios básicos, como salud y educación, mediante infraestructuras preparadas para resistir eventos extremos.